# حمود بن سويط
حمود بن نايف بن سلطان بن سويط شاعر وفارس وأمير قبيلة الظفير بالمملكة العراقية حتى نهاية عام 1926م. ذُكر اسمه في عشائر لواء المنتفق سنة 1918 م رئيساً للظفير التي تتألف حينئذٍ من ثلاث فرق رئيسية و23 فرقة فرعية، ولهم حينئذٍ 2390 بندقية، وفي سنة 1919 م كان هو الشيخ الأكبر للضفير، رئيساً لفخذ البطون من الضفير، في جانب من بادية لواء المنتفق وجانب من بادية لواء البصرة، كانت عشيرته بدوية لا تعمل في أي مهنة إذ كانوا رعاة إبل يملكون قليلاً من الغنم، ولا حمير لهم، كانت ديرة الضفير ممتدة في عهد الشيخ حمود من جوار الزبير العراقية تقريباً إلى السماوة ومنها جنوباً إلى جوار حفر الباطن، وكان حمود بن سويط يستلم إعانة مالية من حكومة لواء البصرة بالعراق، مقدارها ألف ربية شهرياُ مقابل مساعدته إياهم على حماية القطار العراقي من اعتداءات العشائر البدوية، قال السر بيرسي كوكس في رسالة له إلى سلطان نجد "إن عظمتكم يمكن أن يعرف أن الشيخ حمود بن سويط كان يتناول مُرتّباً من حكومة العراق حسب القواعد المعروفة"، كانت ديرة الضفير سنة 1919 مقسومة بين رئاسة حمود بن سويط إلى منطقة الكصير والقسم الآخر ما بعد الكصير حتى الدراجي كان يرأسه الشيخ لزام أبا ذراع. صار حمود شيخاً للضفير بعد وفاة عمّه، وبعد وفاة حمود خَلَفَهُ الشيخ جدعان السويط.

## الجنيسة
قال صادق حسن السوداني "أفادت أنباء البادية أن السلطان ابن سعود اجتمع بعد ازدياد مشاكل الغزو بين العراق ونجد وعودة ابن سويط للتبعية العراقية مع عبد الله بن جلوي حاكم الأحساء وعبد العزيز السالم حاكم القصيم وبريدة، وإبراهيم سالم السبهان حاكم حايل والجبل وأمرهم بتشديد الأمر على عشائرهم لغزو العشائر العراقية في البادية. وتجسّد هذا الأمر في 31 مايس 1924م بغزوة للإخوان يقودها ابن شقير وابن منديل على عشيرة الظفير العراقية في القصير وكان عدد الغزاة ستمئة راكب وخمسين خيال إلا أنهم انكسروا شرّ كسرة وعادوا إلى مواطنهم تاركين وراءهم نحو خمسين من القتلى وغنم الظفير ما ينيف على المائة ناقة منهم وأخذوا رايتهم، أما خسائر الظفير فكانت سبعة قتلى فقط، ومن تتبع ظروف الغزوة يتبين لنا أن غرضها الرئيس هو الانتقام من حمود بن سويط وعشيرته بعدما عاد إلى صفوف التبعية العراقية كما سبقت الإشارة. وقال كلير بوغراند في كتابه (عديمو الجنسية) "يتعلق الحدث الأول بجزء من قبيلة الظفير التي تزعمها حمود بن سويط ودفْعها الزكاة لعبد العزيز آل سعود رغم وجودهم على الأراضي العراقية وانتمائهم إلى العراق وفقاً لاتفاقية العقير وكان دفعهم الزكاة لابن سعود جعلهم هدفاً للإخوان المتمردين وعندما توفي حمود في عام 1925 كانوا لا يزالون رعايا عراقيين إلا أن خليفته عجمي بن سويط قرر بعد عامين الخروج إلى نجد.".